# Атауллин, Ренат Нуруллаевич
Рена́т Нурулла́евич Атау́ллин (род. 2 мая 1965, Москва, РСФСР, СССР) — советский и российский футболист, полузащитник. Мастер спорта СССР.

## Карьера
Свою футбольную карьеру Ренат начал в молодёжной команде «Динамо». С 1982 по 1983 год он играл за фарм-клуб москвичей «Динамо» из Каширы, проходя армейскую службу. Команда выступала во второй лиге и там Атауллин сыграл 13 матчей и забил 3 гола. С 1984 по 1985 год Ренат играл за основной состав «бело-голубых», проведя в высшей лиге 52 матча и забив 1 мяч. В чемпионате он дебютировал 14 апреля 1984 года в матче 6-го тура против «Шахтёра». В том же году Атауллин стал победителем Кубка СССР, в финале «Динамо» в дополнительное время выиграло у «Зенита» со счётом 2:0.
В 1986 году перешёл в московский «Спартак». За сезон сыграл 15 матчей. После этого ушёл в «Локомотив» и сыграл за «железнодорожников» 80 матчей, забив 1 гол.
В мае 1989 года Ренат перешёл в «Торпедо». С ним Атауллин стал финалистом Кубка СССР. По окончании сезона он и Николай Писарев подписали контракты со швейцарским клубом «Винтертур». В 1992 году они вернулись в Россию. Ренат провёл один сезон в дубле «Динамо», а в 1993 году стал игроком тульского «Арсенала». Сезон 1994 года пропустил из-за конфликта с руководством «оружейников».
После этого играл за «Сокол-ПЖД», «Мунайши» и «Сатурн».
После завершения карьеры он играл за команду ветеранов «Спартака». С 2004 по 2006 год был вице-президентом мини-футбольного клуба «Арбат».
С 2014 года работает в московском «Локомотиве» заместителем генерального директора академии по молодёжным вопросам.

## Достижения
«Динамо»
- Обладатель Кубка СССР: 1984